# Strakonice
Strakonice (in tedesco Strakonitz) è una città della Repubblica Ceca, capoluogo del distretto omonimo, in Boemia Meridionale.

## Storia
La città venne fondata nella seconda metà del XII secolo, quando vi fu costruito un castello. Nel 1367 Strakonice ottenne i diritti di città. In essa da molti secoli vi è una famosa produzione di cornamuse. I cornamusicisti locali sono molto celebri e richiesti. Alle cornamuse è lagata la leggenda di Švanda, il cornamusaio magico. Su questa leggenda il compositore ceco Jaromír Weinberger compose nel 1927 l'opera lirica Švanda dudák, ancora oggi celebre, soprattutto per la famosa Polka-fuga.

## Il Castello
Il castello di Strakonice è stato costruito dall'importante famiglia dei Bavor che iniziarono la costruzione della loro residenza all'inizio del XIII secolo. In seguito essi donarono una parte del castello ai cavalieri dell'Ordine di San Giovanni. Agli inizi del XV secolo i cavalieri di San Giovanni possedevano l'intero castello come pure i manieri vicini. Il castello venne interessato ad una estesa ricostruzione per divenire la residenza di rappresentanza del Grand Pilliers dell'Ordine nel XVI secolo, le modifiche successive sono state di minore importanza. Oggigiorno una parte del castello viene utilizzata come museo della regione di Strakonice.

## Oggi
A partire dal XIX secolo, Strakonice è diventata un centro industriale. La città è conosciuta per le sue motociclette, pistole e copricapi fez.

## Amministrazione

### Gemellaggi
| - Lengnau (Berna), Svizzera |